# Patrick Hattenberg
Patrick Hattenberg (* 1992 in Kiel) ist ein deutscher Schriftsteller, Lyriker, Fotograf und Psychologe.

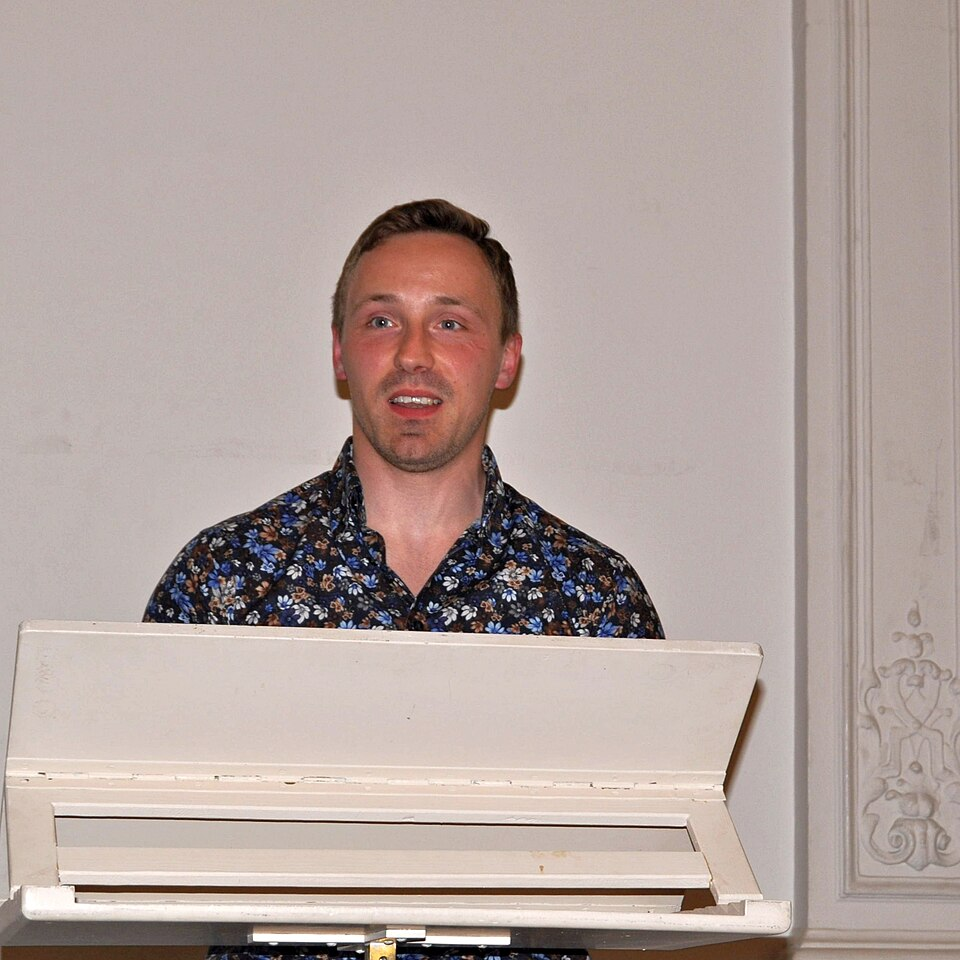

## Leben
Die Kindheit verbrachte Patrick Hattenberg auf dem Land in Schleswig-Holstein. Ab 2013 studierte er Psychologie in seiner Geburtsstadt Kiel, Abschluss als Diplom-Psychologe, Schwerpunkte: Klinische Psychologie und Arbeits- und Organisationspsychologie. 2018 folgte eine halbjährige Arbeit als Unternehmensberater im Bereich Mitarbeitergesundheit in den USA. Als Systemischer Therapeut arbeitet er zu den Schwerpunkten Gesundheit, Gesunderhaltung, psychische Fitness, Resilienz und allgemeine Lebenszufriedenheit. Als Psychologe bietet er Führungsberatung, Unternehmensberatung, Organisationsberatung, Workshops für Unternehmen, Coaching und Systemische Therapie an. Als Korvettenkapitän der Reserve war er seit 2019 Truppenpsychologe im Heer der Bundeswehr, Leiter eines Kriseninterventionsteams mit weltweiter Verlegebereitschaft und ist seit 2023 als Truppenpsychologe bei der Einsatzflottille 1 der Deutschen Marine sowie Regierungsrat (RR).

## Werk
2015 erschien Patrick Hattenbergs erster Lyrikband in Ko-Autorschaft mit seinem Zwillingsbruder Kevin Hattenberg unter dem Titel Hirnherbst im Berliner Verlag von SternenBlick. Dort erfolgten auch Gedicht-Veröffentlichungen in ersten Anthologien. Ab 2016 trat er mit fotografischen Arbeiten an die Öffentlichkeit, gewann im Fotografiewettbewerb der Stiftung Naturschutz Schleswig-Holstein und war 3. Gewinner beim Fotografiewettbewerb #wirkönnenwasser ausgeschrieben von KielRegion.
Im Dezember 2019 wurde die mit seinem Bruder Kevin Hattenberg verfasste Kurzgeschichte Dioskuren – Durch Leid zu den Sternen. Per Aspera ad Astra beim Verlag PalmArtPress, Berlin in der von Steffen Marciniak herausgegebenen Anthologie Entführung in die Antike veröffentlicht.
Für seine Lyrik erhielt der Autor 2022 Hanns-Meinke-Preis für junge Lyrik, gestiftet vom Internationalen Musik- und Kulturfestival Uckermark und dem Berliner Verlag der 9 Reiche. Hattenbergs zweiter Gedichtband wurde 2022 unter dem Titel Heimathaut im Verlag der 9 Reiche in der Lyrik-Edition NEUN publiziert. Danach wurde er Mitherausgeber dieser Lyrik-Reihe und Juror beim Hanns-Meinke-Preis.
2023 gründete er mit seinem Bruder die Edition Ratgeber Hattenberg. Patrick Hattenbergs erstes Buch auf dem Gebiet der Kinderliteratur trägt einen Titel wie ein Funkspruch Papa, Papa. Kommen, kommen. (2024). 2025 veröffentlichte der Verlag PalmArtPress einen dritten Gedichtband von Patrick Hattenberg, NebelLeben den er wieder mit seinem Bruder verfasst hat.

## Veröffentlichungen

### Einzeltitel
- Hirnherbst. Gedichte. Mit Ko-Autor Kevin Hattenberg, Illustrationen von Alexander Maul. Verlag SternenBlick e.V., Berlin 2015, ISBN 978-3-7347-1155-8.
- Heimathaut. Gedichte. Linolschnitte von Steffen Büchner, Lyrik-Edition NEUN, Bd. 7, Verlag der 9 Reiche Berlin, 2022, ISBN 978-3-948999-07-0.
- Lorenz und die Resilienz. Edition Ratgeber Hattenberg, 2023, ISBN 978-3-757811891.
- Papa, Papa, kommen, kommen! : ein Mutmachbuch für Soldatenfamilien. Illustrationen von Alexander Maul. Bonn: PIII5, Psychologische Fachaufgaben, Psychologischer Dienst, 2024, ISBN 978-3-00-078893-2.
- NebelLeben. Gedichte. Mit Ko-Autor Kevin Hattenberg. Verlag PalmArtPress Berlin, 2025, ISBN 978-3-96258-212-8.

### Anthologie und Zeitschrift
- Ein Gedicht für ein Kinderlachen. hg. v. Stephanie Mattner, Ben Kretlow, SternenBlick, Berlin 2014, ISBN 978-3-7347-7844-5.
- Zwischen den Wolken. hg. v. Stephanie Mattner, SternenBlick Berlin, 2015, ISBN 978-3-7392-0333-1.
- Entführung in die Antike. hg. v. Steffen Marciniak, PalmArtPress, Berlin 2019, ISBN 978-3-96258-039-1.
- Fessel und Flügel. Ulrich-Grasnick-Lyrikpreis 2022, hg. v. Almut Armelin, Ulrich Grasnick, Berlin, Quintus Verlag, 2022, ISBN 978-3-96982-058-2.
- Tänzer auf dem Seil. Zum 85. Geburtstag von Ulrich Grasnick hg. v. Steffen Marciniak, Verlag der 9 Reiche, Berlin, 2023, ISBN 978-3-948999-94-0.
- Die Geste, Ausgabe der kalligrafischen Bibliothek der Poesie, Nr. 2, 2023, ISSN 2751-8841.

## Preise und Auszeichnungen
- 2022: Hanns-Meinke-Preis für junge Lyrik[4]